# Durchgehend Online
Durchgehend Online ist ein Lied des deutschen Musik- und Comedy-Duos Die Lochis, bestehend aus den Zwillingsbrüdern Heiko und Roman Lochmann. Es wurde am 10. August 2013 als digitale Downloadsingle sowie als Musikvideo bei YouTube veröffentlicht.

## Veröffentlichung und Inhalt
Der Song kam am 10. August neben der regulären Single auch als Instrumentalversion sowie HBz und KeyViolution Remix heraus. Das Lied beschreibt auf teils humorvolle Weise das Leben der Digital Natives (Online-Generation).

## Musikvideo und Auftritte
Bei YouTube erreichte das Musikvideo bis August 2024 über 28 Millionen Aufrufe, womit es nach Lieblingslied dort den zweiterfolgreichsten eigenproduzierten Song des Duos darstellt.
Auf den Videodays 2013 in der Kölner Lanxess Arena sang das Duo den Song erstmalig vor einem Live-Publikum.

## Chartplatzierungen
Mit dem Titel erreichte das Duo seine erste Platzierung in den deutschen und österreichischen Singlecharts.
| ChartsChartplatzierungen | Höchstplatzierung | Wochen |
| ------------------------ | ----------------- | ------ |
| Deutschland (GfK)        | 55 (2 Wo.)        | 2      |
| Österreich (Ö3)          | 37 (2 Wo.)        | 2      |